# جون ر. غراي
جون ر. غراي (بالإنجليزية: John R. Gray)‏ هو سياسي أمريكي، ولد في 14 مايو 1925 في الولايات المتحدة. حزبياً، نشط في الحزب الديمقراطي. وقد انتخب عضو جمعية ولاية ويسكونسن.